# Krunoslav Pranjić
Krunoslav Pranjić (Zenica, 7. siječnja 1931. - Zagreb, 8. svibnja 2015.), profesor emeritus Filozofskog fakulteta u Zagrebu, osnivač Katedre za stilistiku Odsjeka za hrvatski jezik i književnost

## Životopis
Krunoslav Pranjić rođen je 1931. u Zenici, BiH, gdje se je školovao i maturirao. Diplomirao je i doktorirao 1967. na Filozofskom fakultetu Sveučilišta u Zagrebu, na Odsjeku za južnoslavenske jezike i književnosti. Od 1956. je asistent pa docent na današnjoj Katedri za standardni hrvatski jezik. Početkom šezdesetih godina počinje voditi stilističke vježbe, iz kojih u akademskoj 1968./69. godini izrasta kolegij Stilistika. Nakon što je dvije godine bio predstojnikom središnje nacionalne jezične katedre (1973. – 1975.), Pranjić je u svibnju 1975. godine utemeljio Katedru za stilistiku i tako potaknuo institucionalizaciju te znanstvene discipline u našem akademskom krajoliku. Bio je voditelj Katedre do umirovljenja 2001. i cijeli je svoj daljnji radni vijek predavao stilistiku hrvatskoga jezika i književnosti.
Jednokratnim predavanjima gostovao je na tridesetak europskih i prekomorskih sveučilišta (SAD i Kanada); akademsku 1968./1969. godinu predavao je na Odjelu za slavenske jezike i književnosti Kalifornijskog sveučilišta, Berkeley, a 1976./1977. i 1992./1993. na Slavenskom seminaru Amsterdamskog sveučilišta. Član je uredništva časopisa Umjetnost riječi, a bio je i urednikom struke u središnjoj redakciji za II. izdanje Enciklopedije Jugoslavije. Prevodio je beletristiku i esejistiku s ruskoga, engleskoga i francuskoga jezika. 
Katedra za stilistiku organizirala je 2002. na Filozofskom fakultetu u Zagrebu znanstveni kolokvij povodom odlaska Krunoslava Pranjića u mirovinu, s kojega je izdan zbornik radova Važno je imati stila (ur. Krešimir Bagić).

## Djela
1.	Doktorska disertacija Jezik i stil Matoševe pripovjedačke proze (monografski objavljena: ”Rad” JAZU, Zagreb, 1972.),
2.	Jezik i književno djelo (1968., 1972., 1984.), 
3.	Jezikom i stilom kroza književnost (1986., 1991.), 
4.	Iz-Bo-sne k Europi (1998.).
5.	O Krležinu stilu & koje o čem još (2002.) 

## Vanjske poveznice
- Stilistika.org  Arhivirana inačica izvorne stranice od 3. veljače 2016. (Wayback Machine)